# Burgstall Habsberg

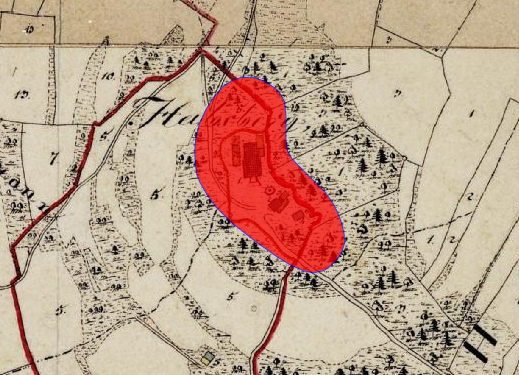
Lageplan des Burgstalls Habsberg auf dem Urkataster von Bayern

Der Burgstall Habsberg bezeichnet eine abgegangene Höhenburg auf dem 621 m ü. NN hohen Habsberg anstelle der heutigen Wallfahrtskirche Maria, Heil der Kranken etwa 1500 Meter südsüdöstlich des gleichnamigen Ortes Habsberg, einem Ortsteil der Stadt Velburg im Landkreis Neumarkt in der Oberpfalz in Bayern. Die Anlage wird als Bodendenkmal unter der Aktennummer D-3-6635-0117 im Bayernatlas als „archäologische Befunde der abgegangenen mittelalterlichen Burg Habsberg“ geführt.

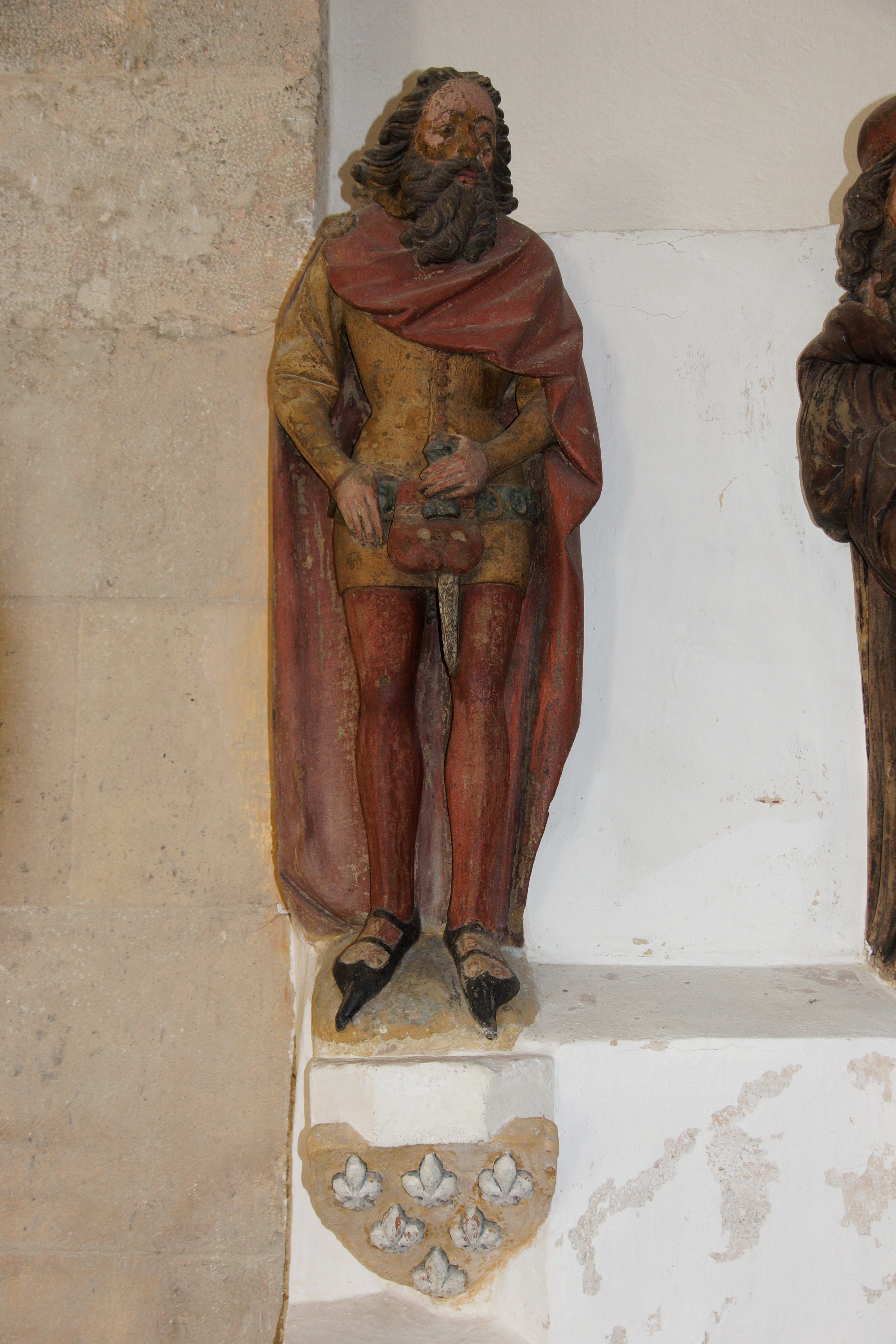
Figur des Otto von Habsberg († um 1125) als einer der Stifter von Kloster Kastl

Die Burg wurde im 11. Jahrhundert von den Grafen von Sulzbach-Kastl-Habsberg erbaut und im 14. Jahrhundert zerstört.
Von der ehemaligen Burganlage ist durch den Bau der Wallfahrtskirche an deren Stelle nur noch eine Zisterne erhalten.